# Okipeta Dorsa
Okipeta Dorsa zijn lage heuvelruggen op de planeet Venus. De Okipeta Dorsa werden in 1985 genoemd naar Okipeta, godin van wervelwinden in de Griekse mythologie.
De richels hebben een lengte van 1200 kilometer en bevinden zich in de quadrangles Pandrosos Dorsa (V-5) en Metis Mons (V-6).